# Henk de Looper
Hendrik Christiaan de Looper, detto Henk (Hilversum, 26 dicembre 1912 – Hilversum, 3 gennaio 2006), è stato un hockeista su prato olandese vincitore del bronzo olimpico a Berlino 1936 disputando cinque partite.
Era fratello di Jan de Looper, anche lui bronzo a Berlino.

## Palmarès
- Giochi olimpici

Berlino 1936: bronzo.